# Sedgwickgletsjer (Groenland)
De Sedgwickgletsjer is een gletsjer in Nationaal park Noordoost-Groenland in het oosten van Groenland. 
De gletsjer is vernoemd naar de geoloog Adam Sedgwick.

## Geografie
De gletsjer is noord-zuid georiënteerd en heeft een lengte van meer dan tien kilometer. Ze heeft meerdere zijtakken die onderweg bij de hoofdtak komen. Ze mondt in het noorden uit op de plaats waar het Alpefjord uitmondt in de Segelsällskapetfjord.
De gletsjer ligt in het uiterste noorden van de Stauningalpen (Scoresbyland). Op ongeveer vijf kilometer naar het oosten ligt de Linnégletsjer en op meer dan tien kilometer naar het zuiden ligt de Vikingegletsjer.